# Polyphia
Polyphia est un groupe de metal progressif américain originaire de Dallas. Les membres actuels sont Clay Aeschliman, Clay Gober, Scott LePage et Tim Henson.
Depuis 2017, le groupe a donné plusieurs concerts en Europe notamment en France, en Allemagne et en Angleterre. Ils se sont également illustrés au NAMM.

## Style
Le style de Polyphia est inspiré du djent, une forme de metal progressif, avec des rythmes complexes et saccadés. Il incorpore également des éléments de funk et de pop : leur musique instrumentale se veut orientée à la fois vers les fans de metal tout en étant facile d'accès, incorporant des mélodies pop. L'esthétique du groupe (notamment dans les clips vidéos) s'inspire également de l'univers pop des années 2010 et s'éloigne de l'image traditionnellement associée au metal.

## Membres

### Membres actuels
- Timothy Henson – guitare (depuis 2010)
- Scott LePage – guitare (depuis 2010)
- Clay Gober – basse (depuis 2012)
- Clay Aeschliman – batterie (depuis 2016)

### Anciens membres
- Brandon Burkhalter – batterie, chant (2010–2014, 2015–2016)
- Randy Methe – batterie (2014–2015)
- Lane Duskin – chant (2010–2012)

## Discographie

### Albums studio
- 2014 : Muse (ressorti en 2015)
- 2016 : Renaissance
- 2018 : New Levels New Devils
- 2022 : Remember That You Will Die

### EPs
- 2011 : Resurrect
- 2013 : Inspire
- 2017 : The Most Hated

### Singles
- "Envision" (featuring Rick Graham) (2013)
- "LIT" (2017)
- "G.O.A.T" (2018)
- "O.D." (2018)
- "YAS" (featuring Mario Camarena and Erick Hansel) (2018)
- "Look but Don't Touch" (featuring Lewis Grant) (2019)
- “Inferno” (2019)
- "Brand New Day" (ft. Babymetal) (2019)
- "Playing God" (2022)
- "Neurotica" (2022)
- "ABC" (ft. Sophia Black) (2022)
- "Ego Death" (ft. Steve Vai) (2022)